# Cataleptoneta sengleti
Cataleptoneta sengleti là một loài nhện trong họ Leptonetidae.
Loài này thuộc chi Cataleptoneta. Cataleptoneta sengleti được P. M. Brignoli miêu tả năm 1974.